# Adipozyten-Triglycerid-Lipase
Die Adipozyten-Triglycerid-Lipase (ATGL, synonym Patatin-like phospholipase domain containing protein 2) ist ein Enzym aus dem Stoffwechsel von Lipiden.

## Eigenschaften
Die ATGL hydrolysiert als Lipase Triacylglyceride zu Fettsäuren und Diacylglyceriden, weniger Diacylglyceride, Phospholipide und sie hat auch kaum eine Transacylase-Aktivität. Sie hydrolysiert bevorzugt an der sn2-Position, wodurch aus Triacylglyceriden 1,3-Diacylglyceride und freie Fettsäuren entstehen. Die Reaktion ist der langsamste und geschwindigkeitsbestimmende Schritt der Lipolyse. Sie wird vor allem in Fettgewebe aber auch in der Skelettmuskulatur und im Herzen gebildet. Die Lipase-Proteindomäne ist homolog zu der Lipase-Proteindomäne des häufigsten löslichen Proteins in Kartoffeln, Patatin. Die Aminosäuren Serin an der Position 47 und Asparaginsäure an der Position 166 bilden das katalytische Zentrum der ATGL. An den Positionen 45 und 49 sind konservierte Glycine. Die ATGL wird durch das Protein G0S2 gehemmt. Weiterhin bindet ATGL an CGI-58. Die ATGL wird durch Phosphorylierung am Serin der Position 406 aktiviert.
Eine Deletion der ATGL führt in Mäusen zu einer mangelhaften Kälteanpassung und zu vorzeitigem Tod durch übermäßige Einlagerung von Triglyceriden im Herzmuskel.